# Царегородцев, Юрий Григорьевич
Юрий Григорьевич Царегородцев — советский хозяйственный и политический деятель.

## Биография
Родился в 1933 году. Член КПСС.
Окончил Ленинградский политехнический институт.
В 1956—1977 гг. — инженер-технолог, старший инженер, начальник бюро в отделе главного конструктора, секретарь партбюро цеха, секретарь парткома Невского машиностроительного завода имени Ленина.
В 1977—1982 гг. — первый секретарь Невского районного комитета КПСС города Ленинграда.
В 1982—1984 гг. — генеральный директор производственного объединения «Невский машиностроительный завод имени Ленина».
Делегат XXVI съезда КПСС.
Заслуженный машиностроитель Российской Федерации (1993).
Жил в Санкт-Петербурге.

## Награды
- Орден Трудового Красного Знамени (1981)